# Reb Brown
Robert Edward Brown (Los Angeles, 29 aprile 1948) è un attore statunitense.
Ha partecipato a numerosi film e serie televisive; ha recitato nei film Un mercoledì da leoni (1978) e Il mondo di Yor (1983), per il quale ha ottenuto una candidatura ai Razzie Award.

## Biografia
Nel 1973 ottiene il suo primo ruolo nel film Kobra, in cui interpreta Steve Randall. Dopo aver recitato in numerose serie televisive, tra le quali Happy Days, Fantasilandia e La squadriglia delle pecore nere, torna sul grande schermo con il film Un mercoledì da leoni (1978). Nel 1979 ottiene per la prima volta il ruolo di protagonista nel film per la TV  Capitan America, tratto dall'omonimo fumetto, riscuotendo un discreto successo. 
Gli anni ottanta sono il periodo più importante per l'attore, che recita in Il mondo di Yor (1983), Howling II - L'ululato (1985) e nella serie TV cult Miami Vice. Negli anni novanta partecipa a poche produzioni. Nel 2012 interpreta il ruolo dello sceriffo Kelly nel film Night Claws.

## Filmografia

### Cinema
- Kobra (Sssssss), regia di Bernard L. Kowalski (1973)
- Un mercoledì da leoni (Big Wednesday), regia di John Milius (1978)
- Fast Break, regia di Jack Smight (1979)
- Hardcore, regia di Paul Schrader (1979)
- La spada a tre lame (The Sword and the Sorcerer), regia di Albert Pyun (1982)
- Il mondo di Yor, regia di Antonio Margheriti (1983)
- Fratelli nella notte (Uncommon Valor), regia di Ted Kotcheff (1983)
- Howling II - L'ululato (Howling II: Stirba - Werewolf Bitch), regia di Philippe Mora (1985)
- Death of a Soldier, regia di Philippe Mora (1986)
- Strike Commando, regia di Bruno Mattei (1987)
- Ultimi echi di guerra (Distant Thunder), regia di Rick Rosenthal (1988)
- Space Mutiny - Duello nel cosmo (Space Mutiny), regia di David Winters e Neal Sundstrom (1988)
- Robowar - Robot da guerra (Robowar), regia di Bruno Mattei (1988)
- The Firing Line, regia di Jun Gallardo (1988)
- Mercenary Fighters, regia di Riki Shelach Nissimoff (1988)
- La sporca guerra (White Ghost), regia di BJ Davis (1988)
- Sbarre d'acciaio (Cage), regia di Lang Elliott (1989)
- Il cacciatore di taglie (Street Hunter), regia di John A. Gallagher (1990)
- L'ultimo volo all'inferno, regia di Ignazio Dolce (1990)
- L'ultimo attacco (Flight of the Intruder), regia di John Milius (1991)
- Sbarre d'acciaio 2 (Cage II), regia di Lang Elliott (1994)
- The Deli, regia di John A. Gallagher (1997)
- Night Claws, regia di David A. Prior (2013)

### Televisione
- Difesa a oltranza (Owen Marshall, Counselor at Law) – serie TV, un episodio (1973)
- Marcus Welby (Marcus Welby, M.D.) – serie TV, 2 episodi (1973-1974)
- The Girl Most Likely to... – film TV (1973)
- L'uomo da sei milioni di dollari (The Six Million Dollar Man) – serie TV, 2 episodi (1974-1975)
- Kojak – serie TV, episodio 1x12 (1974)
- Le sorelle Snoop (The Snoop Sisters) – serie TV, un episodio (1974)
- The Law, regia di John Badham – film TV (1974)
- Squadra emergenza (Emergency!) – serie TV, 2 episodi (1974)
- Let's Switch! – film TV (1975)
- Kolchak: The Night Stalker – serie TV, un episodio (1975)
- Strange New World – film TV (1975)
- Agenzia Rockford (The Rockford Files) – serie TV, un episodio (1975)
- Six Characters in Search of an Author – film TV (1976)
- Chico (Chico and the Man) – serie TV, un episodio (1977)
- Nel tunnel dei misteri con Nancy Drew e gli Hardy Boys (The Hardy Boys/Nancy Drew Mysteries) – serie TV, un episodio (1977)
- CHiPs – serie TV, 3 episodi (1977)
- Happy Days – serie TV, episodio 5x12 (1977)
- What Really Happened to the Class of '65? – serie TV, un episodio (1978)
- Fantasilandia (Fantasy Island) – serie TV, un episodio (1978)
- La squadriglia delle pecore nere (Baa Baa Black Sheep) – serie TV, un episodio (1978)
- The Ted Knight Show – serie TV, un episodio (1978)
- Colorado (Centennial)– miniserie TV, un episodio (1978)
- Capitan America (Captain America) – film TV (1979)
- Captain America II: Death Too Soon – film TV (1979)
- Tre cuori in affitto (Three's Company) – serie TV, un episodio (1979)
- Brave New World – film TV (1980)
- Alice – serie TV, un episodio (1980)
- L'albero delle mele (The Facts of Life) – serie TV, un episodio (1980)
- Love Boat (The Love Boat) – serie TV, un episodio (1981)
- Goldie and the Boxer Go to Hollywood – film TV (1981)
- Henry e Kip (Bosom Buddies) – serie TV, un episodio (1981)
- Quincy (Quincy M.E.) – serie TV, episodio 8x07 (1982)
- Hard Knox – film TV (1984)
- Miami Vice – serie TV, episodio 3x22 (1987)
- Hercules (Hercules: The Legendary Journeys) – serie TV, un episodio (1995)
- Players – serie TV, un episodio (1998)

## Doppiatori italiani
- Michele Gammino in Kobra, Robowar - Robot da guerra
- Tonino Accolla in Fratelli nella notte